# Luis Regueiro Urquiola
Luis Regueiro Urquiola (Città del Messico, 22 dicembre 1943) è un ex calciatore messicano, di ruolo centrocampista.

## Carriera
Ha giocato il campionato del mondo 1966 e le Olimpiadi 1968 con la Nazionale messicana.